# الكنز المفقود (فلم)
الكنز المفقود فيلم جريمة ومغامرات مصري. من إخراج إبراهيم لاما عام 1939، عن قصة «الكونت دي مونت كريستو Le Comte de Monte-Cristo» للكاتب الفرنسي ألكسندر دوماس عام 1846 وأعدها للسينما بديع خيري. الفيلم من بطولة بدر لاما ونازلي كامل وسعاد مكاوي وتدور الأحداث حول أمين الذي يقرر الانتقام لشرف شقيقته، وذلك بِقَتْل سامي الذي اعتدى عليها، ويخطئ أمين التصويب ويصيب شقيقته. وينجح أمين في الهروب من السجن، ويعود لينتقم.
فيلم «الكنز المفقود» يحمل رقم 94 في «قائمة السينما المصرية للأفلام الروائية الطويلة».
صدر الفيلم إلى دور العرض المصرية في 19 يونيو 1939.
منح موقع قاعدة بيانات الأفلام على الإنترنت (IMDB) الفيلم درجة 6/ 10.
منح موقع قاعدة بيانات الأفلام العربية «السينما.كوم» الفيلم درجة 4.8/ 10.

## طاقم التمثيل
بدر لاما - نازلي كامل - محمود العربي - سامي نعسان - زينب مكاوي - سعاد مكاوي - عبد الله الشيب - صفية حلمي - فوزية شفيق - أحمد بيومي - فايد محمد فايد - جمالات حسن - طاهر العربي.
كان فيلم «الكنز المفقود» هو أول ظهور للمغنية سعاد مكاوي.

## أحداث الفيلم
يمتلك الشاب الثري «سامي بك» أطيانًا واسعة، يعتدي على «زينات» ابنة ناظر الزراعة ويعلم شقيقها «أمين» بسر هذه العلاقة، ويعمد إلى الانتقام لشرفه بقتل سامي بك، لكنه وفي ظلام الليل يخطئ في قتل سامي، وتصيب الرصاصة صدر أخته وتقضي نحبها في الحال. ويقبض على «أمين» شقيق زينات، ويلقي به في السجن. ينجح أمين، بعد فترة طويلة، في الهروب من السجن ويختفى عند عمته في الريف. يتعرف أمين هناك على الشيخ «بشير» الذي يخبره أن كنزًا مفقودًا يوجد في البحر وأن هذا الكنز كان مملوكًا لمهراجا هندي واستولى عليه اللصوص وغرقوا به في البحر. يستطيع أمين بعد جهد أن يعثر على هذا الكنز، في الوقت الذي يتعرف فيه على فتاة لجأت لتعيش عند عمته فيتزوجها، لكنه يعلم أن هذه الفتاة لم تكن إلا شقيقة سامى بك عشيق شقيقته الراحلة. يسافر أمين إلى الهند لمدة عشرين عامًا ويعود بعدها متخفيًا في زى مهراجا إلى موطنه ويشترى الأملاك والأراضي. تظهر الكراهية من سامي بك للمهراجا لثروته، ولشراء الأملاك، ينتهي الفيلم بلقاء أمين بسامى، ويلقى المهراجا درسًا قاسيًا على سامي بك ويثبت له أن هناك فرقًا بين الرجل النذل والرجل الشريف ويعرفه أنه شقيق ضحيته زينات، وهنا يستيقظ ضمير سامي ولا يجد أمامه إلا أن يتخلص من حياته بالانتحار.

## استقبال الفيلم
كتب محمود قاسم في كتابه «الاقتباس - المصادر الأجنبية في السينما المصرية» الصادر في 2018 عن وكالة الصحافة العربية (ناشرون): "السينما المصرية.. ليست مصرية تماماً، باستثناء مجموعة قليلة من أفلامها التي تقترب من الأربعة آلاف وخمسمائة فيلم، سنجد إن أغلب الأفلام مستورد من الخارج. إما متأثراً بموجات عالمية تلقى ذيوعاً في مرحلة معينة، أو بالاقتباس المباشر من أفلام أو روايات أدبية أو مسرحيات"، وأورد ان فيلم «الكنز المفقود» هو قصة «الكونت دي مونت كريستو» للكاتب الكسندر دوما عام 1846 وتحولت إلى عدد كبير من الأفلام، وكتبت في ذلك صحيفة اليوم السابع: «تحظى رواية «الكونت دي مونت كريستو» للكاتب ألكسندر دوماس، باهتمام عالمي بالنسبة لصناع السينما والدراما، حيث تم تحويل الرواية إلى العديد من الأعمال السينمائية والدرامية الشهيرة، سواء في مصر، أو في العديد من الدول الأخرى، فالقصة تعتمد بالأساس على فكرة الانتقام من أصدقاء خائنين، وهى التيمة التي لعب عليها الكثيرون في معالجاتهم الفنية، سواء السينمائية أو الدرامية»، وأوردت الصحيفة عدداً من الأفلام المصرية المقتبسة من رواية الكسندر دوما وهي، بالإضافة لفيلم «الكنز المفقود» عام 1938، أيضاً «أمير الانتقام» عام 1950، «أمير الدهاء» عام 1964، «ولدي» عام 1972، «دائرة الإنتقام» عام 1976، «الثأر» عام 1982، و«الظالم والمظلوم» عام 1999.  كتب موقع «مدينة» عن دخول المغنية سعاد مكاوي في مجال التمثيل السينمائي: «جاءتها الفرصة الذهبية عندما دخلت السينما عن طريق فيلم «الكنز المفقود» عام 1938 من بطولة وإخراج بدر وإبراهيم لاما، وذلك قبل أن تدخل الإذاعة للمرة الأولى»، حيث ان نشاطها قبل هذا الفيلم كان العمل في مسرح علي الكسار ومسرح حامد مرسي فقط.

## وصلات خارجية
- الكنز المفقود على موقع IMDb (الإنجليزية)
- الكنز المفقود على موقع قاعدة بيانات الأفلام العربية
- الكنز المفقود على الدهليز